# Classe Borei
La classe Borei, anche nota come Progetto 955 (in russo проекта 955 Борей?, Projekta 955 Borej; nome in codice NATO: Borei) è una classe di sottomarini lanciamissili balistici a propulsione nucleare di fabbricazione russa sviluppata a partire dagli anni novanta dal OKB Rubin ed entrata in servizio nella marina russa nel 2013. 
Talvolta chiamata classe Dolgorukij, dal nome dell'unità capoclasse, si tratta della prima classe di battelli di questo tipo realizzata in una ex-repubblica sovietica dai tempi della dissoluzione dell'URSS, nonché primi sottomarini nucleari ad essere progettati e costruiti nella Federazione Russa.
A seguito del lungo periodo di gestazione del primo esemplare causato dal processo di acquisizione del know-how necessario alla costruzione di mezzi così sofisticati, il Ministero della Difesa russo ha emanato nuovi requisiti che hanno rivoluzionato il progetto originale dando vita al Progetto 955A Borei-A (in cirillico: проекта 955А Борей-А).
La prima unità appartenente al nuovo progetto della classe Borei, il Knjaz Vladimir, è entrato in servizio nel giugno 2020.

## Storia

### Sviluppo
La costruzione di una nuova generazione di SSBN venne annunciata dai vertici della Marina Russa il 16 ottobre 1996. Il 2 novembre dello stesso anno, presso il cantiere navale Sevmaš (Severodvinsk) vennero iniziati i lavori della prima unità della classe Borei (all'epoca nota come progetto 935). Il nome del sottomarino era Jurij Dolgorukij, il principe russo che secondo la tradizione ha fondato la città di Mosca (città che ha sponsorizzato il sottomarino).
Nelle intenzioni dei vertici della Marina Russa, avrebbe dovuto affiancare i classe Typhoon, rispetto ai quali avrebbe avuto dimensioni minori ma un armamento simile.
L'ingresso in servizio era inizialmente previsto per il 2001, ma la costruzione è stata caratterizzata da pesanti ritardi, dovuti a motivi sia economici sia tecnici. Tra questi ultimi, in particolare, determinante è stato il totale insuccesso del missile che avrebbe dovuto imbarcare la nuova classe di sottomarini. I primi tre lanci di tale missile, l'SS-NX-28, fallirono e questo provocò la cancellazione del nuovo sistema d'arma.
A causa di questo fallimento, fu necessario provvedere ad una radicale opera di riprogettazione del sottomarino, in seguito alla quale assunse l'attuale denominazione di progetto 955. Le modifiche al progetto prevedevano l'utilizzo di un nuovo missile, l'R-30 Bulava (versione navale SLBM dell'ICBM RT-2PM2 Topol'-M).
L'ingresso in servizio venne continuamente posticipato, fino a quando, nell'agosto del 2003, i vertici militari russi dichiararono che la piena operatività dei Borei si sarebbe avuta nel 2010, fondi permettendo. In quel periodo, il sottomarino era completo al 40%.
Il varo del primo esemplare, largamente incompleto, avvenne il 15 aprile 2007. Per la Russia era un evento molto importante, poiché si trattava del primo SSBN dal 1990 (anno del varo del K-407 Novomoskovsk, ultimo esemplare della Delta IV). Inoltre, si tratta del primo battello di questo tipo russo e non sovietico. La consegna della bandiera e l'entrata in servizio è stata effettuata il 10 gennaio 2013
Era prevista la costruzione di otto esemplari entro il 2020, tre come Progetto 955, e cinque come Progetto 955/A (aumentato il contenimento del rumore e con 20 missili balistici intercontinentali Bulava come dotazione).
Al momento, sono entrati in servizio quattro esemplari mentre altri 4 sono in vari stadi costruttivi presso il cantiere Sevmaš a Severodvinsk. Due unità sono in attesa di essere impostate.
Il Knyaz Vladimir è la versione migliorata del sottomarino subacqueo strategico missilistico Project 955, che rappresenta la quarta generazione di sottomarini a propulsione nucleare costruiti per la Marina russa. È stato lanciato nel novembre 2017. Secondo i dati del ministero della Difesa russo, il sottomarino Knyaz Vladimir è meno rumoroso e presenta migliori sistemi di controllo delle manovre, della profondità e degli armamenti.
Tutti i sottomarini di classe Borei possono trasportare 16 missili balistici Bulava. Sono inoltre dotati di tubi siluro da 533 mm.

## Caratteristiche
Tecnicamente, secondo le dichiarazioni dei vertici della Marina Russa, i Borei rappresenterebbero lo stato dell'arte per quanto riguarda questa tipologia di sottomarini, e sarebbero superiori agli altri tipi attualmente in servizio. In particolare, grazie ad una nuova forma dello scafo e ad un sistema propulsivo innovativo, sarebbero estremamente silenziosi e, quindi, poco rintracciabili ai sonar.
Il costo stimato di un singolo esemplare è di 890 milioni di dollari. La velocità in immersione stimata dovrebbe essere pari a 29 nodi.

### Armamento
Per quanto riguarda la fase progettuale, l'armamento è sicuramente quello che ha dato più problemi. Infatti, inizialmente i Borei avrebbero dovuto imbarcare venti R-39M, derivati dagli R-39 imbarcati sui Typhoon. Tuttavia, il fallimento di tale sistema d'arma ha costretto i tecnici a riprogettare largamente il sottomarino, ed a sviluppare un nuovo sistema missilistico.

Nello specifico, oggi i Borej imbarcheranno gli R-30 Bulava, che però, essendo di derivazione terrestre, hanno un ingombro superiore agli R-39M previsti nel progetto originale. Di conseguenza, il numero dei missili imbarcabili è stato ridotto, passando dai venti inizialmente previsti a dodici. Successivamente, comunque, con il Progetto 955/A è stato possibile portare il loro numero agli attuali sedici.

Profilo del K-549 Knjaz Vladimir, Progetto 955/A

Durante i test, uno spettacolare fallimento si è verificato nella notte dell'8 dicembre 2009, quando un missile fuori controllo ha disegnato delle spirali nel cielo della Norvegia, mettendo in allarme una base militare anche per la concomitanza della presenza di Barack Obama ad Oslo per la cerimonia del ritiro del premio Nobel.
Nel giugno 2018 i R-30 Bulava sono entrati ufficialmente in servizio nella Marina russa a seguito del successo nel lancio simultaneo di una salva di 4 missili avvenuto nel maggio 2018. Per quanto riguarda i siluri, sono previsti sei tubi da 533mm.

## Unità

### Progetto 955
| Voenno-morskoj flot Rossijskoj Federacii | Voenno-morskoj flot Rossijskoj Federacii | Voenno-morskoj flot Rossijskoj Federacii | Voenno-morskoj flot Rossijskoj Federacii | Voenno-morskoj flot Rossijskoj Federacii | Voenno-morskoj flot Rossijskoj Federacii |
| Nome                                     | Impostazione                             | Varo                                     | Entrata in servizio                      | Flotta                                   | Stato                                    |
| Progetto 955                             | Progetto 955                             | Progetto 955                             | Progetto 955                             | Progetto 955                             | Progetto 955                             |
| ---------------------------------------- | ---------------------------------------- | ---------------------------------------- | ---------------------------------------- | ---------------------------------------- | ---------------------------------------- |
| K-535 Jurij Dolgorukij                   | 2 novembre 1996                          | 15 aprile 2007                           | 10 gennaio 2013                          | del Nord                                 | Attivo                                   |
| K-550 Aleksandr Nevskij                  | 19 marzo 2004                            | 21 giugno 2012                           | 23 dicembre 2013                         | del Pacifico                             | Attivo                                   |
| K-551 Vladimir Monomach                  | 19 marzo 2006                            | 30 dicembre 2012                         | 19 dicembre 2014                         | del Pacifico                             | Attivo                                   |

### Progetto 955/A
| Voenno-morskoj flot Rossijskoj Federacii | Voenno-morskoj flot Rossijskoj Federacii | Voenno-morskoj flot Rossijskoj Federacii | Voenno-morskoj flot Rossijskoj Federacii | Voenno-morskoj flot Rossijskoj Federacii | Voenno-morskoj flot Rossijskoj Federacii |
| Nome                                     | Impostazione                             | Varo                                     | Entrata in servizio                      | Flotta                                   | Stato                                    |
| Progetto 955/A                           | Progetto 955/A                           | Progetto 955/A                           | Progetto 955/A                           | Progetto 955/A                           | Progetto 955/A                           |
| ---------------------------------------- | ---------------------------------------- | ---------------------------------------- | ---------------------------------------- | ---------------------------------------- | ---------------------------------------- |
| K-549 Knjaz Vladimir                     | 30 luglio 2012                           | 17 novembre 2017                         | 12 giugno 2020                           | del Nord                                 | Attivo                                   |
| K-552 Knjaz Oleg                         | 27 luglio 2014                           | 16 luglio 2020                           | 21 dicembre 2021                         | del Pacifico                             | Attivo                                   |
| K-553 Generalissimus Suvorov             | 26 dicembre 2014                         | 25 dicembre 2021                         | 29 dicembre 2022                         | del Pacifico                             | Attivo                                   |
| K-554 Imperator Aleksandr III            | 18 dicembre 2015                         | 29 dicembre 2022                         | 11 dicembre 2023                         | del Pacifico                             | Attivo                                   |
| Knjaz Požarskij                          | 23 dicembre 2016                         | 3 febbraio 2024                          | 24 luglio 2025                           | del Nord                                 | Attivo                                   |
| Dmitrij Donskoj                          | 23 agosto 2021                           |                                          |                                          | -                                        | In costruzione                           |
| Knjaz Potëmkin                           | 23 agosto 2021                           |                                          |                                          | -                                        | In costruzione                           |